# Madimba
Madimba è una circoscrizione mista (mixed ward) della Tanzania situata nel distretto rurale di Mtwara, regione di Mtwara. Conta una popolazione di 13 139 abitanti (censimento 2012).